# Nange
Nange är ett samhälle i Montenegro. Det ligger i den norra delen av landet. Nange ligger 909 meter över havet och antalet invånare är 133.
Terrängen runt Nange är huvudsakligen kuperad, men söderut är den bergig. I omgivningarna runt Nange växer i huvudsak blandskog.